# Staňkovice (zámek)
Staňkovice jsou zámek asi jeden kilometr severovýchodně od stejnojmenné vesnice u Žatce v okrese Louny. Pochází z devatenáctého století, ale v jeho těsném sousedství se nachází tvrziště po zaniklé tvrzi Chmelice. Od roku 1958 jsou zámek i tvrziště chráněny jako kulturní památky ČR.
V samotných Staňkovicích stála poblíž kostela svatého Václava tvrz připomínaná pouze roku 1547, kdy ji král Ferdinand I. zkonfiskoval městu Žatci za účast na stavovském povstání. Zámek pochází z přelomu osmnáctého a devatenáctého století. Tvoří ho jednopatrová obdélná budova se středovým rizalitem postavená z vepřovic, hospodářské budovy s ohradní zdí a sad.